# Cifu
Cifu, właśc. Miguel Ángel Garrido Cifuentes (ur. 5 października 1990 w Zújar) – hiszpański piłkarz występujący na pozycji obrońcy w malezyjskim klubie Sabah FA. W swojej karierze grał także w takich zespołach jak Torrellano Illice, Orihuela CF oraz Girona FC.